# Dioctophyme renale

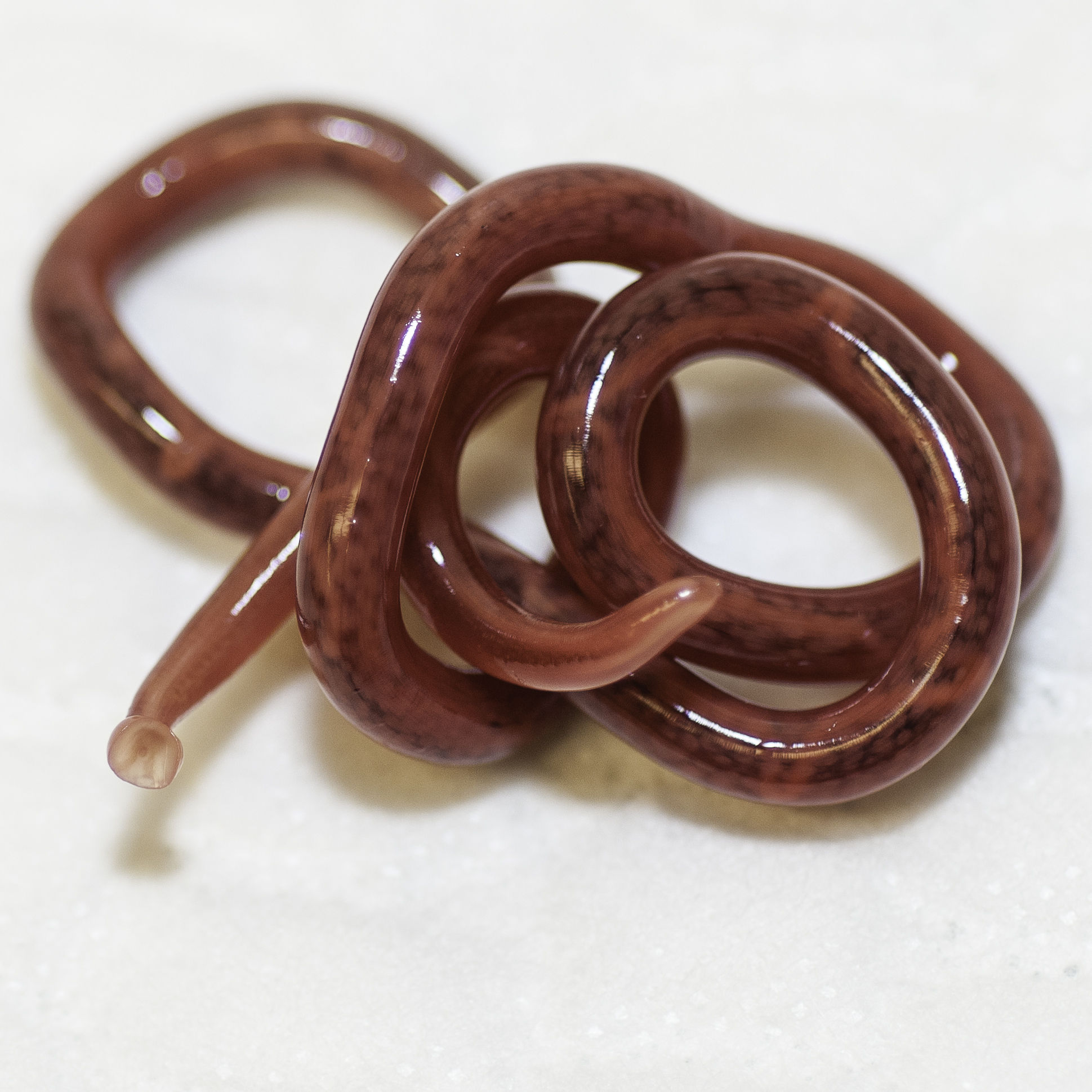
Dioctophyme renale adulte

Dioctophyme renale, aussi appelé « strongle géant », « eustrongle géant » ou « ver rénal géant »,, est une espèce de nématodes parasites dont la forme adulte infecte les reins des mammifères. D. renale est trouvé dans le monde entier. Il affecte en particulier les visons et les chiens. L'infection humaine est rare : 37 cas humains de dioctophymiose étaient connus en 2019. Ces 37 cas étaient répartis dans dix pays d’Asie, d’Europe, d’Amérique du Nord et d’Océanie, le nombre le plus élevé étant en Chine (22 cas). La maladie peut provoquer la destruction des reins. Le traitement est l'exérèse chirurgicale.

## Synonymes
Dioctophymosis, Dioctophyme renalis,, Eustrongylus gigas, Ascaris gigas renale.

## Histoire de la découverte
Dioctophyme renale est connu depuis au moins 1583. Presque deux siècles plus tard, en 1782, Johann Goeze fait la première description scientifique de D. renale. La famille Dioctophymidae n'a qu'un seul genre (Dioctophyme), et le nom du genre (avec la possibilité d'être Dioctophyma) a été débattu pendant deux cents ans. Le problème a finalement été résolu par la Commission internationale de nomenclature zoologique en 1989.
En 2003, des œufs de D. renale ont été découverts dans six coprolithes du site néolithique de l'Arbon-Bleiche 3, en Suisse. Cet emplacement est situé près d'un lac, qui a probablement fourni aux premiers humains l'accès à l'eau douce, les poissons et les grenouilles. Les échantillons ont été datés entre -3384 et -3370, et prouve que la prévalence de cette infection était plus élevée au début de l'histoire humaine, avant la mise au point des bonnes techniques de cuisson.

## Présentation clinique
Les personnes ou animaux infectés présentent généralement des symptômes non spécifiques, y compris une hématurie (du sang dans les urines), une néphrite, des douleurs rénales, un gonflement rénal, et/ou une colique néphrétique (douleur intermittente dans la région des reins) due à la rare migration des vers à travers les uretères. Dans certains cas, la fibrose survenant après une infection parasitaire est découverte fortuitement à l'échographie ou à la tomodensitométrie. Si elle est prise pour un cancer du rein, une néphrectomie radicale risque d'être réalisée.
Les vers adultes infectent souvent un seul rein (le droit). Le rein est détruit par fibrose. La dysfonction rénale est généralement limitée car l'autre rein compense. Cependant, l'inflammation du parenchyme peut conduire à la mort dans des circonstances extrêmes.

## Transmission et cycle de vie

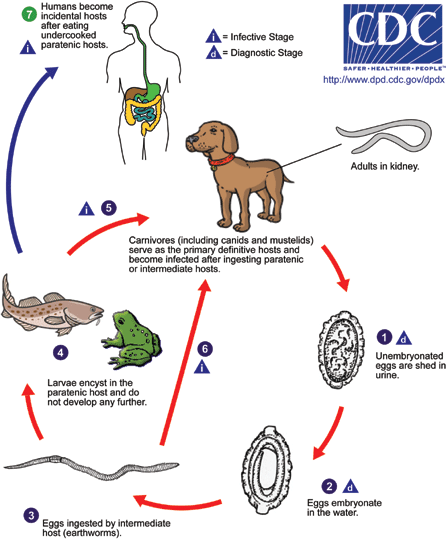
Cycle de vie de Dioctophyme renale (courtesy of CDC)

Le Dioctophyme renale adulte réside dans le rein (généralement le rein droit). Les femelles produisent des œufs qui passent dans l'urine. Dans les milieux aquatiques, les œufs développent un embryon après 15-100 jours. Ces œufs sont ingérés par un des sangsues. Ils éclosent et pénètrent dans les vaisseaux sanguins, puis se développent en trois stades larvaires. Un hôte paraténique (souvent un poisson ou une grenouille) peut alors ingérer l'oligochète. Cet hôte paraténique est ensuite consommé par un hôte définitif, où les jeunes pénétrent la muqueuse intestinale et migrent vers le foie. Après une phase de maturation d'environ 50 jours, les juvéniles migrent alors vers un rein (généralement le rein droit). Après maturation, ils peuvent vivre pendant cinq ans.
Les hôtes définitifs sont des mammifères carnivores, notamment les visons,, les grisons, les loups, les coyotes, les renards des savanes, les chiens, les ratons laveurs, les belettes, les ours, plus rarement les bœufs, les porcs, et les humains.
La transmission à l'homme se produit généralement après l'ingestion de poissons d'eau douce ou de grenouilles crus ou pas assez cuits.

## Morphologie

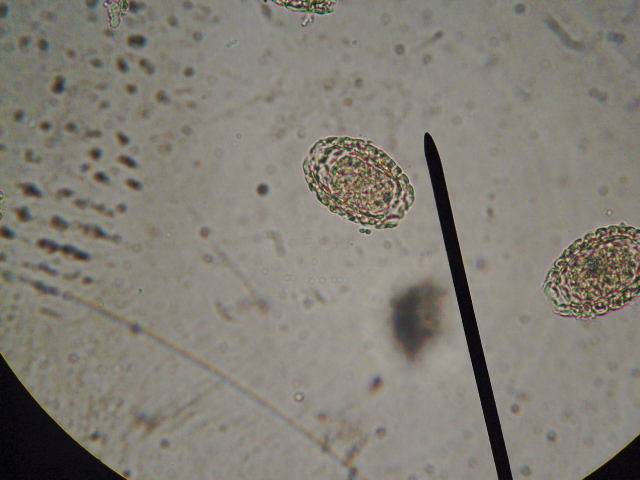
œufs de Dioctophyme renale présentant leur coquille caractéristique.

D. renale est le plus grand des nématodes à parasiter l'homme. L'adulte mâle mesure de 20 à 40 cm de long et de 5 à 6 mm de large; les femelles peuvent atteindre 103 cm de longueur avec une largeur de 10 à 12 mm. Ils sont rouge vif. Tant les extrémités antérieures que postérieures sont coniques. Les vers mâles ont une bursa, pour faciliter l'accouplement.
Les œufs sont ellipsoïdes de 60 à 80 micromètres x 39-47 micromètres, brunâtres/jaunes, contiennent un embryon, et ont une épaisse coquille perforée caractéristique.

## Diagnostic
Le diagnostic définitif se fait par l'identification des œufs dans les urines du patient. Toutefois, l'historique du patient (c'est-à-dire si le patient a consommé crus ou insuffisamment cuits des poissons d'eau douce) est une première étape importante qui peut être couplée avec des examens radiologiques des reins. L'analyse d'urine va probablement montrer une hématurie. Les tests sanguins peuvent révéler une éosinophilie.

## Thérapie
Probablement à cause de la rareté des cas humains, il n'existe pas de traitement standard pour l'infection chez les humains. Le seul traitement reconnu est l'exérèse chirurgicale des vers adultes ou du rein entier (néphrectomie) dans les cas extrêmes.
Un médecin aurait utilisé de l'Ivermectine pour traiter un patient, qui a été effectivement guéri[réf. souhaitée]. L'utilisation d'antihelminthiques n'a pas encore été évalué pour traiter cette infection.

## Épidémiologie
Même si D. renale est distribué dans le monde entier, bien que nettement moins fréquent en Afrique et en Océanie, l'infection humaine est extrêmement rare. Les régions autour de la Mer Caspienne ont le plus grand nombre de cas, la plupart ayant eu lieu en Iran. Les infections sont communes dans les zones où les poissons d'eau douce sont un pilier de l'alimentation.
Les infections non-humaines sont plus fréquentes dans le monde entier, en particulier dans les zones de climat tempéré. La prévalence dans les populations de visons peut être élevée, comme en Ontario ou au Minnesota. La prévalence chez les carpes peut atteindre 50%.

## Santé publique et stratégies de prévention
Aucune mesure de santé publique n'a été entreprise, ni aucun vaccin mis au point, à cause de la rareté de l'infection de l'homme. La simple pratique de bien cuire le poisson pourrait conduire à l'éradication de l'infection chez les humains.